# 奧特瑙城市快鐵
奧特瑙城市快鐵（德語：Ortenau-S-Bahn）是德國的一個地區性的鐵路公司，服務範圍覆蓋巴登-符騰堡州的奧特瑙地區 。奧特瑙城市快鐵主要服務奧芬堡都市區。